# Маýa Gözel Aýmedowa
Маýa Gözel Aýmedowa (ros. Мая-Гозель Аймедова; ur. 28 maja 1941) – radziecka i turkmeńska aktorka filmowa i teatralna oraz scenarzystka. Ludowy Artysta ZSRR (1987).
Żona reżysera Hojaguly Narlyýewa. Na scenie występowała w Aszchabadzie. Na ekranie debiutowała zaraz po ukończeniu wydziału aktorskiego szkoły teatralnej niewielką rolą w filmie Zdarzenie w Dasz-Kale w reżyserii Mereta Atahanowa. Jako aktorka zagrała główne role w filmach Narlijewa, niektórych z nich była także współscenarzystką. W 1973 otrzymała Nagrodę Państwową ZSRR.

## Wybrana filmografia

### Scenariusz
- 1980: Drzewo Dżamał

### Aktorka
- 1969: Człowiek za burtą
- 1972: Synowa
- 1975: Kiedy kobieta osiodła konia
- 1980: Drzewo Dżamał